# Eripison illex
Eripison illex är en insektsart som beskrevs av Ronald Gordon Fennah 1969. Eripison illex ingår i släktet Eripison och familjen sporrstritar. Inga underarter finns listade i Catalogue of Life.